# تيدي وليامز
تيدي وليامز (بالإنجليزية: Teddy Williams)‏ هو لاعب كرة قدم أمريكية أمريكي، ولد في 3 يوليو 1988 في تايلر في الولايات المتحدة.

## وصلات خارجية
- تيدي وليامز على موقع الاتحاد الدولي لألعاب القوى (الإنجليزية)
- تيدي وليامز على موقع TFRRS.org (الإنجليزية)
- تيدي وليامز على موقع مرجع كرة القدم المحترفة.كوم (الإنجليزية)